# Steve Perryman
Stephen John Perryman, detto Steve (Londra, 21 dicembre 1951), è un ex calciatore, allenatore di calcio e dirigente sportivo inglese, di ruolo centrocampista.
È primatista di presenze con la maglia del Tottenham.

## Palmarès

### Giocatore

#### Club

##### Competizioni giovanili
- FA Youth Cup: 1

Tottenham: 1969-1970

##### Competizioni nazionali
- Coppa di Lega inglese: 2

Tottenham: 1970-1971, 1972-1973
- Coppa d'Inghilterra: 2

Tottenham: 1980-1981, 1981-1982
- Community Shield: 1

Tottenham: 1981
- Coppa UEFA: 2

Tottenham: 1971-1972, 1983-1984
- Coppa di Lega Italo-Inglese: 1

Tottenham: 1971

#### Individuale
- Giocatore dell'anno della FWA: 1

1982

### Allenatore

#### Competizioni nazionali
- Coppa del Giappone: 1

Shimizu S-Pulse: 2001
- Supercoppa del Giappone: 1

Shimizu S-Pulse: 2001

#### Competizioni internazionali
- Coppa delle Coppe dell'AFC: 1

Shimizu S-Pulse: 2000